# CMb (Inschrift)
CMb ist die Abkürzung für eine Inschrift des persischen Königs Kyros II. (C). Sie wurde auf der Murghab-Ebene (M) in Pasargadae entdeckt und von der Wissenschaft mit einem Index (b) versehen. Es handelt sich um eine mehrsprachige Inschrift (altpersisch, elamisch und babylonisch). Ob Kyros II. die Inschrift anfertigen ließ, ist umstritten.
Mancherorts kann man auch der Bezeichnung DMa oder DMb für die gleiche Inschrift begegnen. Sie würde dann Dareios I. (D) zugesprochen, ergänzt um den Fundort Murghab-Ebene (M) in Pasargadae und den Index (a), beziehungsweise (b).

## Inhalt
„Kyros, der große König, Sohn von Kambyses dem König, ein Achämenide. Er sagt: Als … machte …“

## Fundort
Mehrere Fragmente aus allen drei Sprachversionen der Inschrift wurden 1928 von Ernst Herzfeld im Schutt gefunden. Der ursprüngliche Standort der dreisprachigen Inschrift war ursprünglich über dem Kopf der Königsfigur mit der Inschrift CMc an den Eingängen zum Palast P. Ernst Herzfeld nahm an, dass die altpersische Sprachversion mindestens sechs Zeilen, die elamische und die babylonische Sprachversion je vier Zeilen umfassten. Die Breite sei bei einer Zeilenhöhe von 38 bis 40 mm auf 115 bis 125 cm anzunehmen.
David Stronach hat vermutet, dass die Inschrift nicht mehr Zeilen als angenommen enthalten hat und sie in der Breite 1,19 m und der Höhe 64 cm gemessen hat. Die Eingänge insgesamt mit der Königsfigur und deren ägyptischen Krone wären entsprechend über 3,8 m hoch gewesen. Ein paar der gefundenen Fragmente, die Ernst Herzfeld der Inschrift CMb zuordnete, wurden später anderen Inschriften zugewiesen.

## Forschungsgeschichte
Ernst Herzfeld hielt 1938 eine Rekonstruktion der stark fragmentierten Inschrift für nicht möglich, „um so weniger als die abfassung sich offenbar von den späteren Inschriften sehr unterschied“. Rykle Borger und Walther Hinz hielten mit der Inschrift CMb für erwiesen, dass Dareios I. alle Inschriften von Pasargadae anfertigen ließ und übersetzten die Inschrift wie folgt:

„Kündet Dareios, der große [König], des Hystaspes [Sohn], der Achämenide: Diesen [Palast] hat [König] Kyros … für sich errichtet, und auch [dieses] Relief, eine Inschrift [jedoch nicht] angebracht. Ich habe [meine] Inschrift darauf geschrieben.“

Nach dieser „hypothetischen“ Übersetzung wäre der Palast P von Kyros II. gebaut und dekoriert worden, die Inschrift würde aber von Dareios II. herrühren. Gemäß Richard T. Hallock ist es wahrscheinlich, dass ein babylonisches Zeichen der Inschrift CMb ein Teil des Namens von Dareios I. darstellen würde und die Inschrift dadurch auf Dareios I. verweist. Die Interpretation von Rykle Borger und Walther Hinz setzte sich nicht durch, da die Fragmentierung der Inschrift keine eindeutige Übersetzung zulässt und die beiden Wissenschaftler offenbar die zusätzlichen, unveröffentlichten Notizen von Ernst Herzfeld nicht kannten, so dass die Übersetzung als fehlerhaft angesehen wird.